# Мэйрокуся

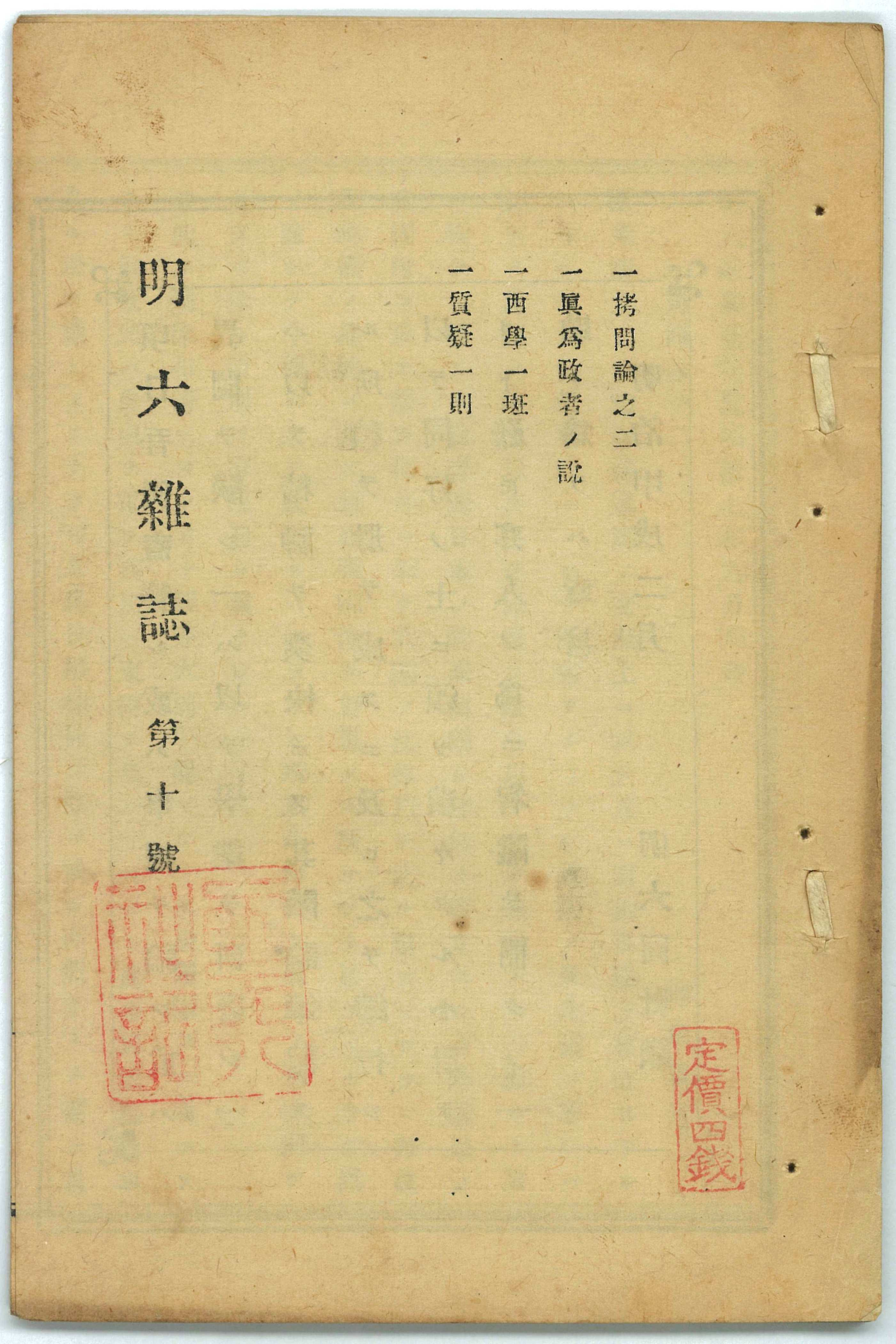
Мэйроку дзасси, 1874 год, № 10

«Мэйрокуся» (яп. 明六社, «Общество шестого года Мэйдзи») — японское просветительское общество, существовавшее с 1873 по 1876 год.

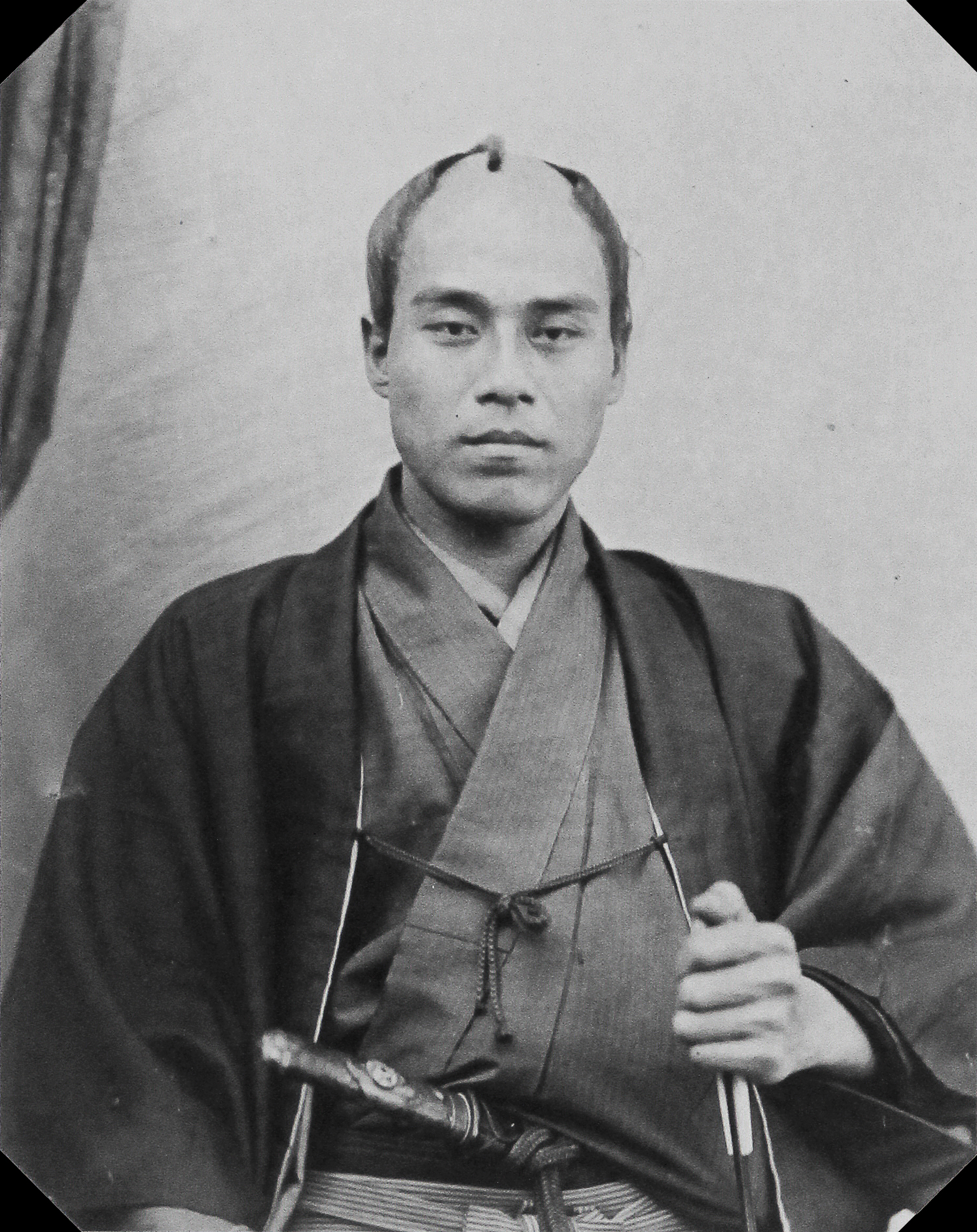
Фукудзава Юкити

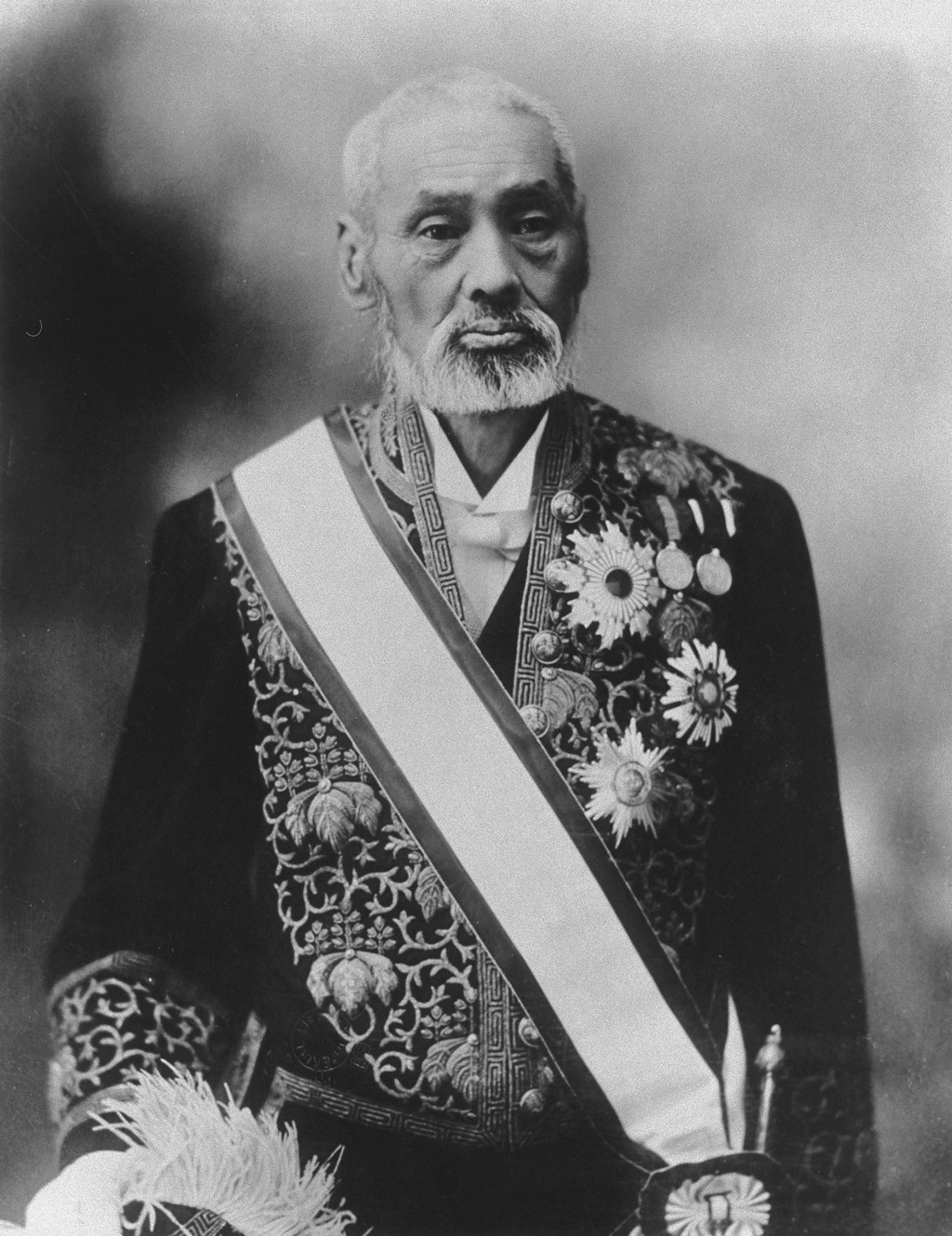
Като Хироюки

Инициатива создания общества принадлежала Мори Аринори, который обучался в Англии и США в течение трёх лет. Под впечатлением увиденного за границей у него родилась идея создания общества учёных-единомышленников, которые регулярно собирались бы на заседания, обменивались бы мнениями по волнующим их вопросам и делали бы свою деятельность достоянием гласности через периодические издания, выпускаемые самим обществом.
Членами общества стали известные представители общественно-политической мысли эпохи Мэйдзи:
- Мори Аринори (1847—1889)
- Ниси Аманэ (1829—1896)
- Фукудзава Юкити (1835—1902)
- Като Хироюки (1836—1916)
- Цуда Мамити (1829—1909)
- Нисимура Сигэки (1828—1916)
- Канда Кохэй (1830—1898)
- Накамура Масанао (1832—1891)
- Мицукури Ринсё (1846—1897)
- Мицукури Сюхэй (1825—1886)

Председателем общества был избран сам Мори Аринори. Собиралось «Мэйрокуся» два раза в месяц в ресторане западного типа Сэйёкан. На таких на заседаниях в среднем присутствовало 20—30 человек, но иногда их численность доходила до 60.
Общество «Мэйрокуся» занимало руководящее положение в среде интеллигенции. Оно выпускало журнал «Мэйроку дзасси», который следующим образом характеризовал работу общества: «…мы стремимся вместе влить свежую струю в наш дух… и с радостью помочь соотечественникам обрести знания». И хотя с марта 1874 по ноябрь 1875 года вышло лишь 43 номера журнала тиражом 3200 экземпляров, но они сыграли выдающуюся просветительскую роль. На страницах «Мэйроку дзасси» затрагивался широкий круг проблем: реформа японской письменности (этому вопросу был целиком посвящён первый номер), женский вопрос, преобразования в сфере финансовой политики, свобода торговли и предпринимательства, активно обсуждался вопрос о создании в Японии представительной системы. Но больше всего внимания было уделено знакомству читателей с религиозными, морально-философскими и политическими учениями Запада, с историей европейской цивилизации и обсуждению путей распространения знаний среди народа.
Большинство просветителей этого общества прочно связали свою деятельность со службой правительству Мэйдзи и потому получили название канрё гакуся (учёные от бюрократии).
По многим вопросам позиции просветителей не совпадали, что в конечном счёте привело к распаду общества «Мэйрокуся» (в 1876 году) и постепенному затуханию просветительского движения. Этому способствовала и государственная политика, ужесточившая цензуру (закон 1875 года).